# Nhiên liệu ethanol

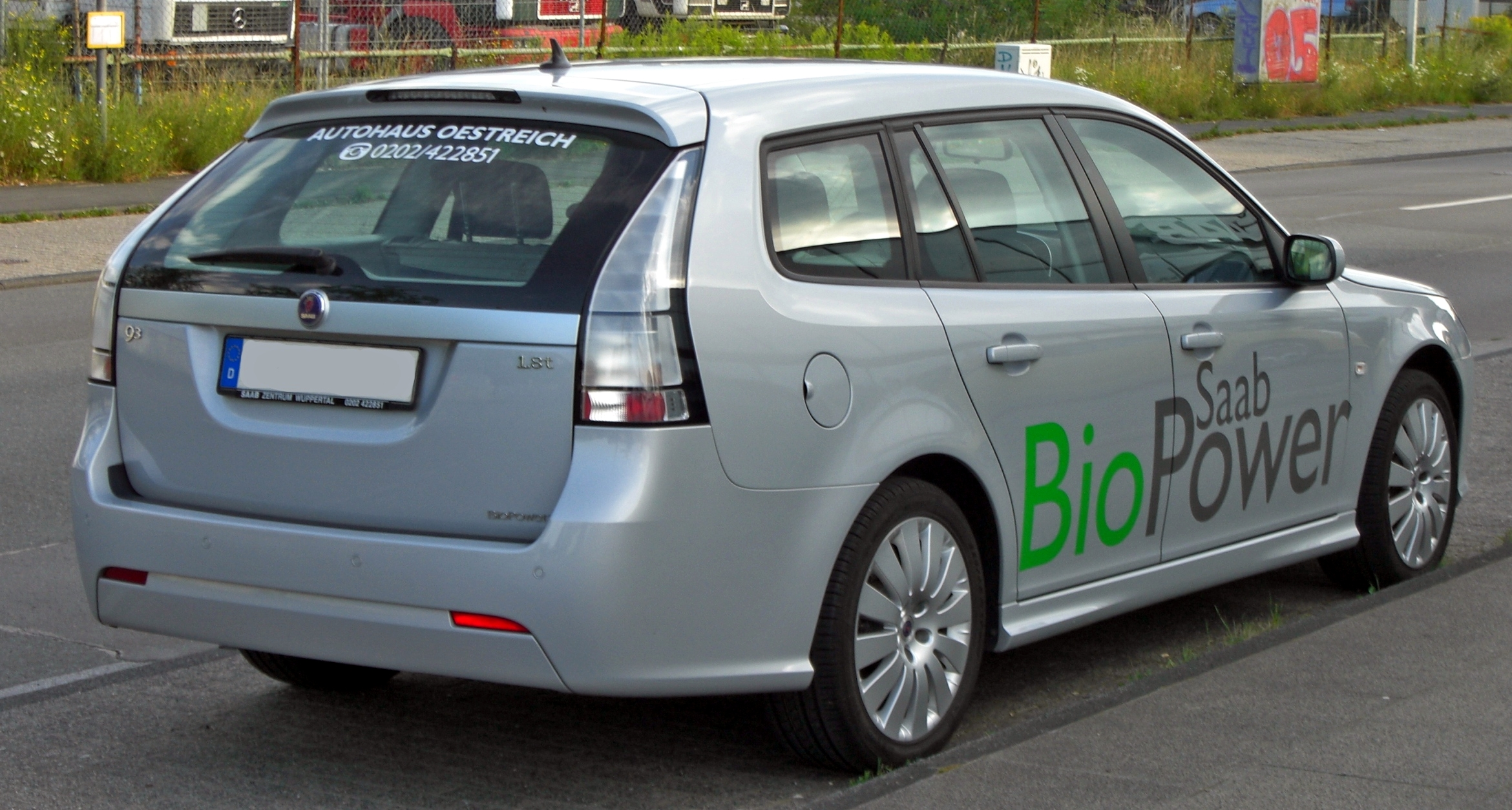
Chiếc Saab 9-3 SportCombi BioPower là mẫu flexifuel E85 thứ hai được giới thiệu bởi Saab ở thị trường Thụy Điển.

Nhiên liệu ethanol là cồn etylic, cùng loại rượu được tìm thấy trong thức uống có cồn, được sử dụng làm nhiên liệu. Nó thường được sử dụng nhất là cho nhiên liệu động cơ, chủ yếu là chất phụ gia nguyên liệu sinh học cho xăng. Chiếc xe chạy hoàn toàn bằng ethanol được sản xuất đầu tiên là chiếc Fiat 147, được giới thiệu vào năm 1978 tại Brazil bởi hãng Fiat. Ethanol thường được làm từ sinh khối như ngô hoặc mía. Sản xuất ethanol toàn cầu cho nhiên liệu vận tải tăng gấp ba lần trong khoảng năm 2000 và 2007 từ 17×109 lít (4,5×109 gal Mỹ; 3,7×109 gal Anh) tới hơn 52×109 lít (1,4×1010 gal Mỹ; 1,1×1010 gal Anh). Từ năm 2007 tới 2008, phần đóng góp của ethanol trong sử dụng nhiên liệu loại xăng toàn cầu tăng từ 3,7% lên 5,4%. Vào năm 2011 sản xuất nhiên liệu ethanol toàn cầu đạt 8,46×1010 lít (2,23×1010 gal Mỹ; 1,86×1010 gal Anh) với Hoa Kỳ và Brazil là nhà sản xuất đứng đầu, đóng góp 62,2% và 25% cho sản xuất toàn cầu theo thứ tự liệt kê. Sản xuất ethanol của Mỹ đạt 57,54×109 lít (1,520×1010 gal Mỹ; 1,266×1010 gal Anh) in 2017-04.